# Marquesado de Campo Fértil
El Marquesado de Campo Fértil es un título nobiliario español creado el 19 de enero de 1797 por el rey Carlos III a favor de José María del Carmen-Manuel del Socorro Castañón y Paz.

## Marqueses de Campo Fértil
|                         | Titular                                                  | Periodo                 |
| Creación por Carlos III | Creación por Carlos III                                  | Creación por Carlos III |
| ----------------------- | -------------------------------------------------------- | ----------------------- |
| I                       | José María del Carmen-Manuel del Socorro Castañón y Paz. | 1797- 18..              |
| II                      | Antonio María Castañón y Moreno                          |                         |
| III                     | Cesarea Castañón y De Castro                             |                         |
| IV                      | Fernando Guillamas Castañón                              |                         |
| V                       | José María Guillamas Piñeiro                             | 18.. - 1895             |
| VI                      | María del Pilar Guillamas y Caro, Piñeiro y Szecheny     | 1895 - 19..             |
| VII                     | José Beneyto Guillamas                                   | 19.. - 1997             |
| VIII                    | Álvaro Beneyto Guillamas y Sanz-Tovar                    | 1997 - actual titular   |

## Historia de los Marqueses de Campo Fértil
- José María del Carmen-Manuel del Socorro Castañón y Paz, I marqués de Campo Fértil, nacido en La Bañeza el 8.3.1744, señor de Hinojo, Villaroañe, e Isla. Fue nombrado Caballero de la Orden de Carlos III, el 11.12.1795.

Sus hijos varones fueron: Antonio María, que sucedió en el título, y Josef Ángel Castañón y Moreno.
- Antonio María Castañón y Moreno, II marqués de Campo Fértil (5.4.1772 - 13.1.1829)

1. Casó con: María Jacinta Díaz y De Castro (18.5.1771 - 18..).

Sus hijos fueron:
- Cesárea (nacida el 3.3.1796), III marquesa de Campo Fértil.

1. Casó con Mariano de Guillamas (nacido el 17.3.1801).

- José, caballero de Santiago, Agustín, María, Josefa
- Ángela Castañón (fallecida en el 1850), hija de los marqueses de Campo Fértil y Castrojanillos, pudo ser también hija de Mariano y Cesárea, perteneciendo estos títulos nobiliarios a Cesárea Castañón y De Castro.

1. Casó con Gaspar Quadrillero.

- Fernando Guillamas Castañón (nacido el 31.7.1833 y fallecido el 5.8.1869), IV marqués de Campo Fértil, IX Marqués de San Felices, Grandeza de España, Conde de Alcolea de Torote, Caballero de Calatrava. Hijo de Cesárea Castañón y De Castro y de Mariano de Guillamas y Galiano.

1. Casó en 1852 con Juana de Piñeiro y Echeverri (nacida en Málaga el 30.10.1829), Condesa de Mollina, Grandeza de España, Marquesa de Villamayor y de las Nieves, Condesa de Torrubia y de Villalcázar de Sirga.[1]

- José María Guillamas y de Piñeiro (8.9.1856 - 21.4.1895), V marqués de Campo Fértil, X Marqués de San Felices, Conde de Mollina, de Alcolea de Torote y de Villalcázar de Sirga, Grandeza de España, Caballero de Calatrava, Maestrante de Valencia. Hijo de Fernando Guillamas y Castañón y de Juana Piñeiro Echeverri.

1. Casó el 1.3.1886 con María del Pilar Caro y Szechenyi, hija de Pedro Caro y Álvarez de Toledo, V Marqués de la Romana, y de Isabel Szechenyi, Condesa Szechenyi.

- María del Pilar Guillamas y Caro, Piñeiro y Szecheny (bautizada el 19.3.1890), VI marquesa de Campo Fértil.

1. Casó  con José Beneyto Rostoll (Altea, 1882 - La Nucia, 22.9.1936) fue un político y diplomático valenciano matado en los sucesos de Guerra Civil.

- Don Álvaro Beneyto Guillamas (3.4.1923 - Madrid, 16.8.1997), VII marqués de Campo Fértil, capitán de la Marina Mercante, heredó el título por fallecimiento de su madre, dona María del Pilar Guillames Caro.

1. Casó el 30.3.1950 con María de las Nieves Sanz-Tovar Martínez (3.8.1925 - 29.10.1995).

- Álvaro Beneyto-Guillamas y Sanz-Tovar (Madrid, 9.2.1951), VIII marqués de Campo Fértil, actual titular.

1. Casó con María Concepción Llorente Rosillo.

Sus hijos son:   
- Álvaro, Juan, Jaime y Miguel Beneyto-Guillamas Llorente.